# Phú Thịnh, thị xã Sơn Tây
Phú Thịnh là một phường thuộc thị xã Sơn Tây, thành phố Hà Nội, Việt Nam.

## Vị trí địa lý
Phường Phú Thịnh nằm ở Phía Bắc thị xã, bên bờ Nam sông Hồng, có địa giới hành chính: 
- Phía Tây giáp xã Đường Lâm
- Phía Tây Nam giáp phường Trung Hưng với ranh giới là sông Tích
- Phía Đông Nam giáp phường Ngô Quyền
- Phía Đông giáp phường Lê Lợi
- Phía Bắc đối diện với huyện Vĩnh Tường, tỉnh Vĩnh Phúc qua sông Hồng.

## Lịch sử
Phường Phú Thịnh được thành lập vào ngày 9 tháng 11 năm 2000, trên cơ sở toàn bộ diện tích tự nhiên và dân số của 4 thôn: Phú Nhi, Phú Mai, Hồng Hậu và Yên Thịnh thuộc xã Viên Sơn.

## Giao thông
Quốc lộ 32 chạy từ phía Nam sang phía Tây phường, đoạn quốc lộ này là hai con phố nối tiếp nhau là La Thành và phố Hàng. Tại phía Tây Bắc phường có bến đò Yên Thịnh (đò Vôi), là bến đò ngang sông Hồng sang huyện Vĩnh Tường.

## Văn hóa
Phú Thịnh là vùng đất bãi ven sông Hồng, hợp lại từ làng cổ Phú Nhi. Trên đất phường Phú Thịnh vào thời nhà Nguyễn từng tồn tại một văn miếu cho cả vùng xứ Đoài, đó là Văn miếu Sơn Tây (nay không còn), trung tâm Nho giáo của vùng Tam Tuyên (Sơn Tây, Hưng Hóa và Tuyên Quang). Nơi đây tồn tại một làng cổ nổi danh cả nước đó là làng Đường Lâm là nơi sinh thời của hai vị vua Ngô Quyền và Phùng Hưng.